# جين كلاود لاريشي
جين كلاود لاريشي (من مواليد 3 يوليو 1947) هو منظِّر تنظيمي فرنسي الجنسية. يعمل كأستاذ التسويق الرئيس ألفريد هـ. هاينكن في إنسياد. وهو المنصب الذي يشغله منذ عام 1993. معروف بعمله كرائد في استخدام المحاكاة الحاسوبية، (أي ألعاب المحاكاة) في التدريب على التسويق. يركز في عمله في إنسياد على التميز التسويقي، والتركيز على العملاء. ومن ضمن أعماله كتابه المعروف باسم "تأثير الزخم".

## السيرة الذاتية
حصل لاريشي على شهادة في هندسة الالكترونيات من المعهد الوطني للعلوم التطبيقية INSA في ليون عام 1968 وماجستير في علوم الكمبيوتر من جامعة لندن في عام 1969 وماجستير في إدارة الأعمال في إنسياد وودكتوراه في كلية الدراسات العليا للأعمال بجامعة ستانفورد.
بعد الانتهاء من ماجستير إدارة الأعمال في عام 1970، عمل لاريشي كمساعد باحث في إنسياد عندما طُلب منه مساعدةشركو لوريال في تقييم نموذج تسويق محوسب كان قيد التخطيط.
نُقل عن لاريشي قوله إنه قام باختيار جامعة ستانفورد للحصول على درجة الدكتوراه حتى يتمكن من الدراسة تحت إشراف أحد مؤسسي نموذج التسويق المعروف بديف مونتغمري.
بين عامي 1974 و1977، عمل على تطوير عمله على النموذجية التسويقية لإنشاء محاكاة تعليمية تسمى ماركسترات. وهي لعبة حيث تتنافس فرق الطلاب ضد بعضها البعض في عالم اصطناعي في ظل ظروف سوق واقعية. وتُستخدم الآن في 8 من أفضل 10 كليات إدارة أعمال حول العالم و 25 من أفضل 30 مدرسة في الولايات المتحدة. ق
عمل كذلك على نطوير "ديسكفري إنوفيشن غروث" DiG - Discovery Innovation Growth، وهي أداة تعليمية متعددة الاستخدام تم صنعها لتطوير الكفاءة في مجال الابتكار والتركيز على العملاء والتسويق القائم على القيمة والفطنة التجارية والقيادة وأداء الفريق.
في عام 1983، في سن السادسة والثلاثين فقط، تم تعيين لاريشي في مجلس إدارة شركة ريكيت وكولمان، عُيّن في منصب غير تنفيذي بعد أن عمل سابقًا في الشركة بصفة استشارية. استمر بالعمل في مجلس الإدارة لمدة 18 عامًا. قام بتأسيس شركة استشارية أيضاً. تُعرف باسم ستراتكس عام 1984، تقدّم الشركة حاليًا برامج تعليمية تجريبية عديدة لأهم الشركات والجامعات في جميع أنحاء العالم.
خلال التسعينيات، بدأ عمل لاريش في التركيز على القدرات الأساسية التي تؤثر على قدرة الشركة على المنافسة في السوق، ونشر سلسلة من التقارير بناءً على استطلاعات الرأي التي أجريت مع أكثر من 1200 مدير تنفيذي في مئات من الشركات المدرجة في فورتشن 100. حاولت الاستطلاعات تحديد وتقييم سمات وخصائص وسلوكيات الشركات العالمية الكبيرة وتقييم تأثيرها على أداء الشركات. هذا العمل، جنبًا إلى جنب مع نموذج الكمبيوتر وعمله الطويل على التركيز على العملاء ،  كان محاولة لشرح مفهوم الزخم - محاولة لرسم خريطة لعملية تحسين كفاءة نمو وازدهار الشركة. كانت ذروة هذه الفترة من عمل لاريشي هي نشر كتاب تأثير الزخم. وشرح كيفية إشعال النمو الاستثنائي عام 2008.

## الجوائز والتكريمات
- 1995- مدرس التسويق للعام، الجماعة الأوروبية لخبراء التسويق.[1]
- 1995 - جائزة أفضل دراسة في العام "عن دراسة حالة للخطوط الجوية فيرجن أتلانتيك في فئة التسويق بالعلاقات"
- 1996 - جائزة أفضل دراسة أوروبية عامة "عن دراسة حالة الخطوط الجوية فيرجن أتلانتيك"
- 1997 - جائزة أفضل دراسة في العام " لأول دراسة حالة مباشرة في فئة التسويق بالعلاقات، المؤسسة الأوروبية للتنمية الإدارية (EFMD)"
- 2000 - جائزة أفضل دراسة أوروبية شاملة للعام. " لأول دراسة حالة المصرفية بدون فروع بنكية"

## منشورات مختارة
- لاريشي ، جان كلود (2008) كتاب تأثير الزخم، كيفية إشعال النمو الاستثنائي ، مدرسة وارتون للنشر ، ص. 324، ردمك 978-0-13-236342-6
- اللياقة التنافسية للشركات العالمية. (1998-2002). إدارة Financial Times / Financial Times Prentice Hall.
- استراتيجية التسويق، نهج يركز على كيفية اتخاذ القرار. 5th إد. (2006). ماكجرو هيل. (المؤلفون المشاركون جون مولينز وأورفيل ووكر وبويد هاربر).

## روابط خارجية
لارشي http://www.larreche.com/